# Catedral de Ciudad Real
La Catedral de Ciudad Real o la Santa Església Prioral Basílica Catedral dels ordes militars de La nostra Senyora Santa María del Prat de Ciudad Real, iniciada al segle xv, és d'estil gòtic, encara que posseeix elements anteriors d'estil romànic pertanyents al precedent de la catedral: l'església parroquial d'època d'Alfons X el Savi. Sobre aquesta es va construir la catedral, la qual es va acabar a mitjans del segle xvi després de la construcció de les cobertes de les voltes. No obstant això, s'hi trobem també elements posteriors, d'estil renaixentistes i barrocs. L'últim que es va construir va ser l'actual torre, a principis del segle xix.

## Història
Segons la tradició, el 25 de maig de 1088, la imatge de la Verge del Prado, talla romànica, va arribar formant part de la comitiva real d'Alfons VI de Lleó i Castella, la qual va parar en un petit nucli de població de La Manxa anomenat Pozuelo Asseco de Don Gil. Els vilatans, després de la suposada aparició de la Verge, van demanar al seu rei que els donés la imatge per ser venerada allí. Aquest nucli, el qual quatre segles després es denominaria Ciudad Real, se li dedueix que tindria almenys una petita ermita de poca importància. Quan l'any 1195 el rei castellà Alfons VIII va perdre la batalla d'Alarcos enfront dels almohades, a molt poca distància de Ciudad Real, es creu que va manar construir una nova església en el lloc on estava aquesta petita ermita, encara que també és possible que ambdues anessin la mateixa i, per tant, una sola.
No obstant això, el precedent a la catedral que realment està documentat, és l'església de Santa Maria, la qual va ser manada construir pel rei Alfons X el Savi l'any 1255, quan va concedir el títol de vila al nucli de Pozuelo Asseco de Don Gil amb la intenció de potenciar les terres de La Manxa com a alternativa a la ja abandonada Alarcos, en el marc del procés de Reconquesta i Repoblació de la península Ibèrica per part de la Monarquia Castellana. Va ser a partir de la concessió d'aquest títol, quan es va iniciar una política edilicia a la ciutat, en la qual l'església de Santa Maria va ser part, al costat d'altres obres com per exemple la construcció de la muralla i la Porta de Toledo.
Posteriorment, ja l'any 1420, Vila Real va passar a gaudir del títol de "ciutat" (Ciudad Real), que va ser concedit pel rei Joan II de Castella en agraïment als vilatans per la seva lluita a favor de la Monarquia Castellana contra el poder dels ordes militars, en concret la de Calatrava. Va ser a partir d'aquest fet quan es va decidir dotar d'una catedral a la vila, d'acord amb la seva nova condició de "ciutat".
Per tant, a principis del segle xv ja s'havia començat la construcció de la catedral gòtica, en concret l'absis i la quarta volta. L'any 1514 la tercera volta de tercelets ja estava acabada i cap a 1580 la segona i primera volta són un fet. Les dues torres projectades s'estan construint entorn de 1550, però solament una serà acabada, de l'altra solament es construiran els dos primers cossos i s'utilitzarà per albergar la Sagristia Vella i la Capella dels Treviño, ja en estil renaixentista. La coberta de les voltes va ser un treball d'Antonio d'Écija, que a causa d'una demora en les obres, es va realitzar ja a mitjans del segle xvi després de la llicència de construcció per part del Cardenal Arteaga en 1553. Al segle xvii es van construir el Camarí de la Verge del Prado i la Sagristia nova, d'estil barroc.
En 1875, per Butlla del papa Pius IX, la fins a aquest moment església parroquial de Santa Maria, va passar a ser la Santa Església Basílica Prioral de Santa Maria del Prat de Ciudad Real i, per tant, a tenir el càrrec de Bisbat del Priorat dels ordes militars. A causa d'això, es van traslladar a la catedral els elements de boat dels quatre ordes militars, tals com la cadira maestral de l'Orde de Santiago o el Portapaz de Uclés, del que es conserven catorze peces recentment recuperades, obra de Francisco Becerril en el 1565, exposat actualment en el Museu Diocesà de Ciudad Real. En 1877 la catedral va passar a ser la seu de la diòcesi de Ciudad Real.
En 1931 va ser catalogada com Bé d'Interès Cultural (B.I.C.). Durant la Guerra Civil Espanyola la catedral va ser usada com a garatge pel bàndol republicà i bona part del patrimoni eclesiàstic de la catedral, va ser robat i destruït, com la cadira maestral de l'Orde de Santiago, que va ser destruïda en 1936 per la Milícia Torres de Valdepeñas o el Portapaz de Uclés, que va ser robat per dos individus de Miguelturra a l'agost del mateix any. També va desaparèixer la talla romànica de la Verge del Prado, probablement del segle x.
En 1967 va passar a ser també basílica i catedral en 1980.

## L'església de Santa María del Prado

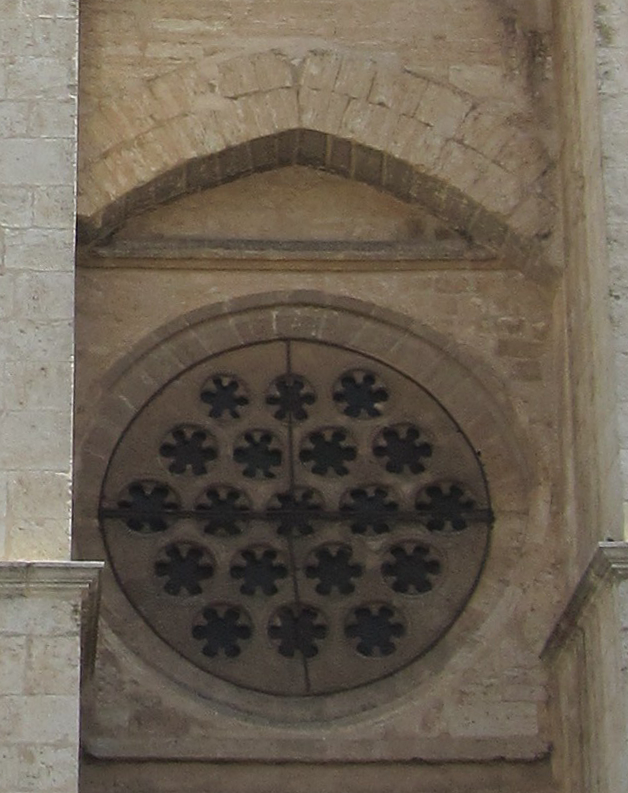
Rosselló sobre la porta del Perdó.

Aquesta església, lloc de culte dels vilatans de Vila Real, va ser construïda al llarg del segle xiii per ordre del rei castellà Alfons X el Savi. Es va construir en una mescla d'estil romànic i gòtic, amb alguns elements com l'arc apuntat. Segons José María de Azcárate, aquesta església posseiria la seva pròpia torre i seria d'una sola nau. D'ella tan solament es conserven tres rosasses en la façana de ponent (dues d'elles encara visibles des del Cor Alt), una finestra ogival (encegada per la construcció de la Sagristia Vella, però visible des de l'interior), els murs laterals i de ponent i la porta del mur de ponent, als peus, coneguda com la porta del Perdó de l'últim terç del segle xviii. Sobre el seu eix, es troba una de les tres rosasses, el més gran, decorat amb traceria formada per dinou cercles de sis lòbuls i emmarcat per un quadrat, molt de l'estil al que hi ha en l'ermita d'Alarcos. La cebecera d'aquesta església sobre la qual es va construir la catedral arribaria fins al que avui és el creuer, per la qual cosa era considerablement més curta i de menor altura que l'actual catedral.

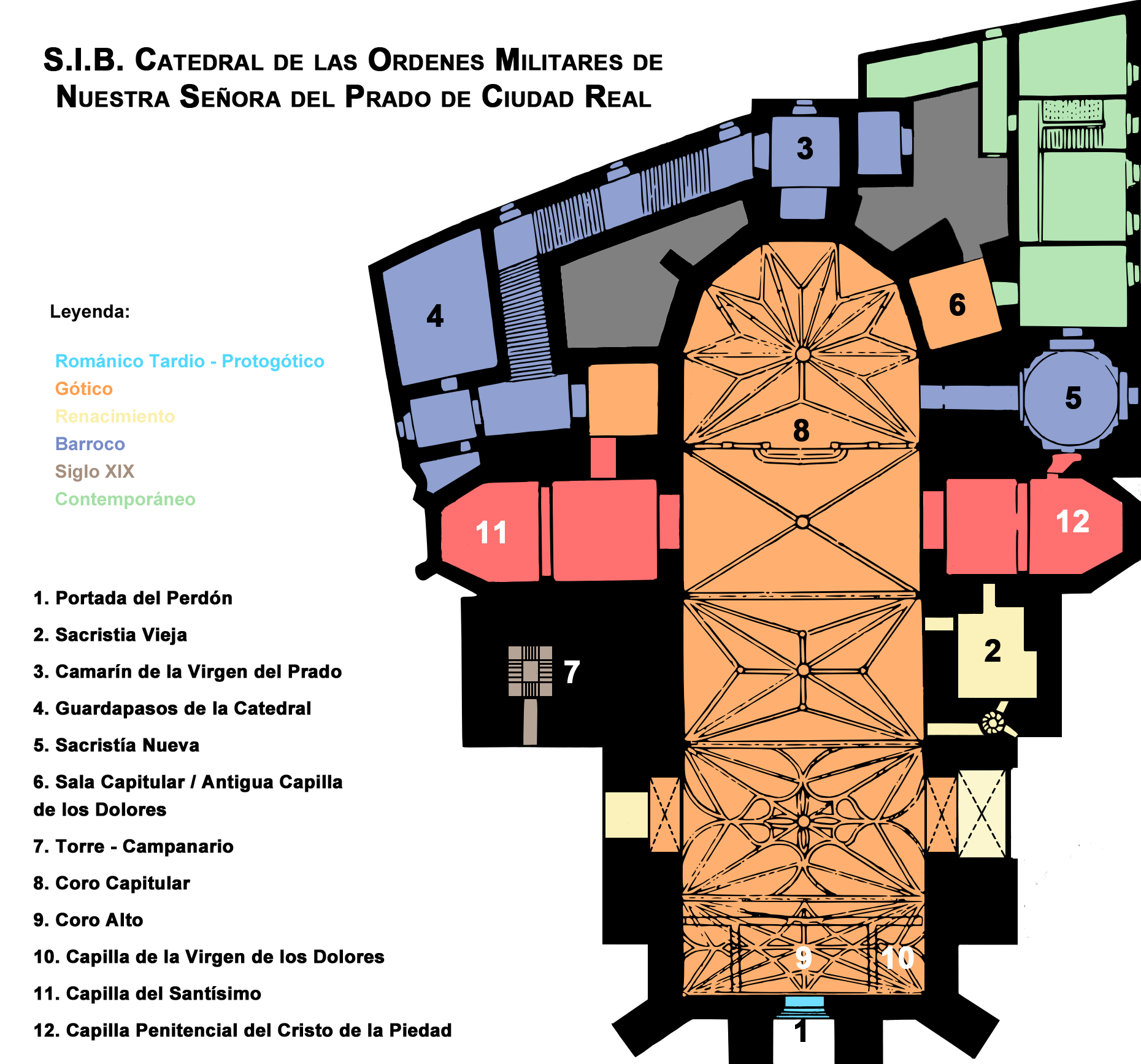
Planta de la Catedral de Ciudad Real.

| Data | Esdeveniment                              | Rei                          | Nom del nucli      | Tipus de Temple                    |
| ---- | ----------------------------------------- | ---------------------------- | ------------------ | ---------------------------------- |
| 1088 | Aparició de la Verge                      | Alfons VI de Lleó i Castella | Pozuelo de Don Gil | Ermita.                            |
| 1195 | Derrota cristiana en la batalla d'Alarcos | Alfonso VIII                 | Pozuelo de Don Gil | Ermita o iglesia parroquial.       |
| 1255 | Concessió del títol de "vila"             | Alfonso X el Savi            | Villa Real         | Església de Santa María del Prado. |
| 1420 | Concessió del títol de "ciutat"           | Joan II de Castella          | Ciudad Real        | Catedral gòtica.                   |

## La Catedral

### Planta
Aquesta és basilical, de nau única i de grans proporcions. És la segona catedral més ample d'Espanya d'aquestes característiques, després de la catedral de Girona i les mesures concretes de la nau són: 34 metres d'alçada, 53 metres de llargària i 18 metres d'amplària. Posseeix quatre trams amb voltes de creueria estavellada amb tercelets i un absis poligonal cobert amb una volta ogival. L'absis explicava en cadascun dels seus cinc murs, amb una finestra ogival amb vidreres, de les quals ja solament queden les dues laterals, doncs les altres tres són arcs cecs. L'absis, a part del retaule, posseeix el Cor Capitular que va ser tallat en 1960 pels germans Cruz Solís. Està situat on en el seu moment va estar el cadirat xorrigueresc i la Butaca Prioral d'Uclés, desapareguts en 1936. La nau va haver de tenir diverses capelles laterals, de les quals subsisteixen dues de construcció moderna en estil neogòtic que formen el creuer. Als peus de l'església es troba el Cor Alt dels Cantors. Està sostingut per tres arcs: el central, que comunica amb la Porta del Perdó, és de tipus carpanell i ogivals els dos laterals. El cadirat és també parteix del Cor Capitular, però aquestes d'un estil gotitzant. L'orgue, que també es troba en el Cor Alt, va substituir al desaparegut en 1936 i és de fàbrica espanyola. Posseeix dos teclats de mans i un de pedals i 2000 tubs sonors. Va ser inaugurat en 1946 amb un concert a càrrec del mestre Jesús Guridi.

### Capelles

#### Antiga Capella dels Dolors
D'estil gòtic i original de la catedral, està situada en l'absis (primer mur per la dreta) i posteriorment se li va donar l'ús de Sala Capitular. És de planta quadrada i posseeix una volta de creueria amb tercelets i claus decorades amb motius heràldics i vegetals. Posseeix un cadirat que també és part del cor capitular.

#### Capella dels Treviño
Aquesta es troba, en planta, en el costat dret de la nau i en alçada, en el segon cos del que al principi anava a ser la segona torre de la catedral, la qual va deixar de construir-se en 1551. S'accedeix a ella primer per una porta renaixentista de decoració romana d'Orient i després pujant per una escala d'escargol. Està coberta per una volta vaida nervada amb lloses de pedra calcària col·locades en forma concèntrica. Posseeix un finestral de decoració renaixentista i en l'exterior del mur de la capella, en la part alta, hi ha un fris corregut també de decoració renaixentista, amb caps d'àngels.

#### Capella de la Verge dels Dolors

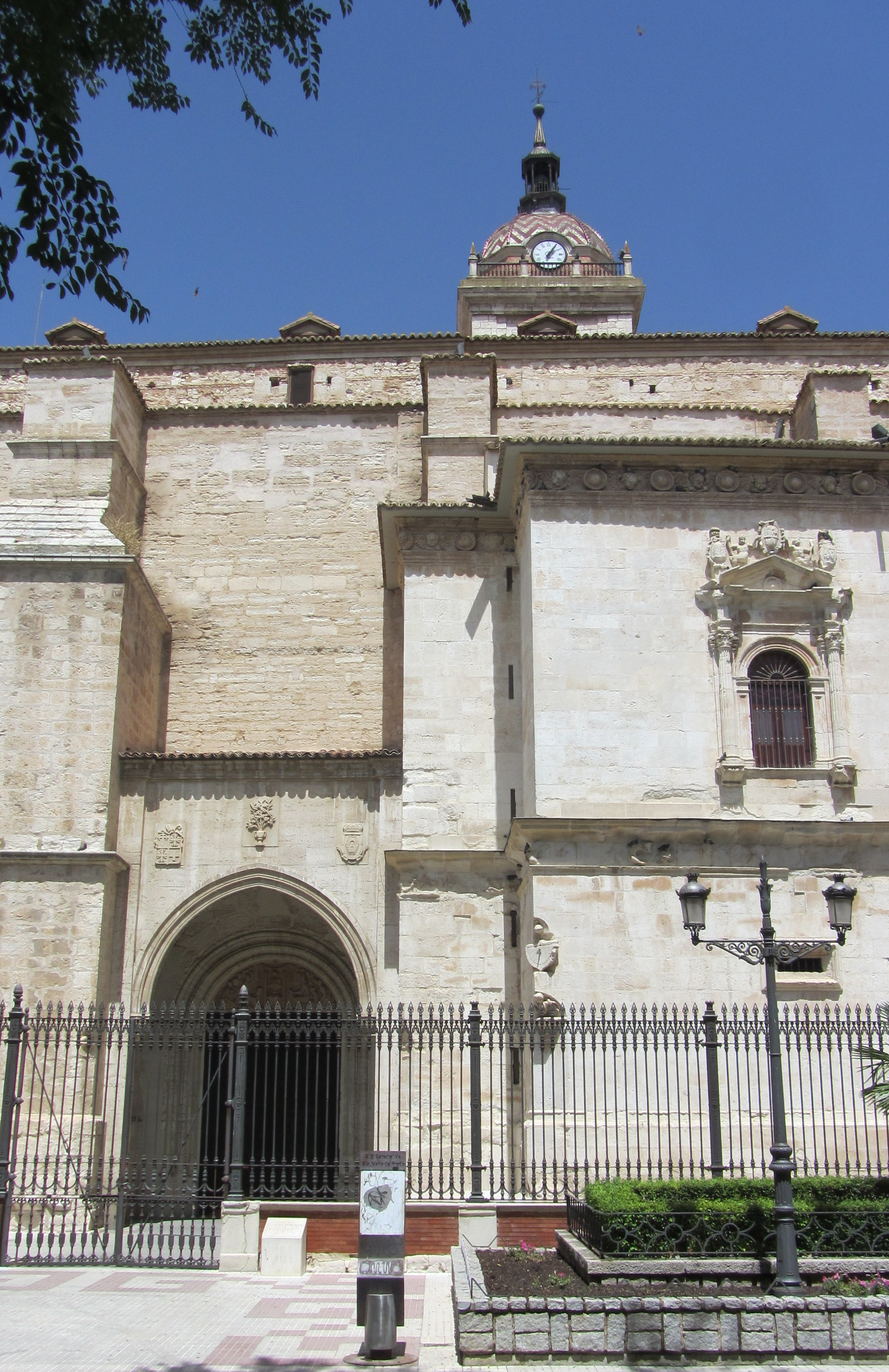
Porta dels Reis.

Es troba sota el Cor Alt i en el costat esquerre en planta. Posseeix un retaule barroc daurat del segle xvi amb la talla de la Verge dels Dolors, obra d'Antonio Lastrucci el 1940, substituint aquesta a la desapareguda en 1936 i atribuïda segons uns a Salcillo i segons uns altres a Martínez Montañés.

#### Capella del Santíssim
Es troba a l'esquerra de la nau, a l'altura del creuer, és d'estil neogòtic i va ser aixecada a principis del segle xx. Està dedicada a Sant Tomás de Villanueva, Patró de la Diòcesi. El retaule és de Bravo Nogales, de 1955, construït en commemoració del IV centenari de la mort de San Tomás de Villanueva. El Sant es troba en la fornícula central i en les laterals els altres Sants de la diòcesi: Sant Joan d'Àvila i Sant Joan Baptista de la Concepció. Les vidrieres representen escenes de la vida de San Tomás de Villanueva.

#### Capella Penitencial o del Crist de la Pietat
Anteriorment era la Capella del Sagrat Cor de Jesús i l'actual va ser construïda al temps i en el mateix estil que la capella del Santíssim i es troba també a l'altura del creuer, en el costat dret. Els relleus laterals, al·lusius a la penitència, van ser obra de Faustino Sanz en 1967. Les vidrieres de la capella representen a Sant Miquel i Sant Ferran. La talla que es venera en la capella és la del Crist de la Pietat, talla de Castillo Lastrucci en 1947, que surt en processó el Divendres Sant a la nit. Aquesta talla va substituir al de García Coronadp, el qual al seu torn va reemplaçar a l'original desaparegut en 1936, atribuït segons alguns, a Giraldo de Merlo. Sobre el Crist hi ha una taula renaixentista del segle xvi amb el tema del Davallament.

### Sagristia

#### Sagristia Vella
D'estil renaixentista, es troba en el primer cos de la qual anava a ser la segona torre de la catedral, la qual va deixar de construir-se en 1551. Està coberta per una volta de creueria amb tercelets, decorada amb motius renaixentistes. En ella hi ha una pila bautismal de pedra tallada que va pertànyer a l'església primitiva.

#### Sagristia Nova
D'estil barroc, és construïda en 1632 amb planta octogonal i una coberta de volta barroca d'escaiola rematada per una llanterna. En les petxines, se situen olis amb els Pares de l'Església Llatina (Sant Ambrosi, Sant Agustí, Sant Jeroni i Sant Gregori) i en els angles de les parets trobem coures amb motius de la Passió de Crist.

### Portades

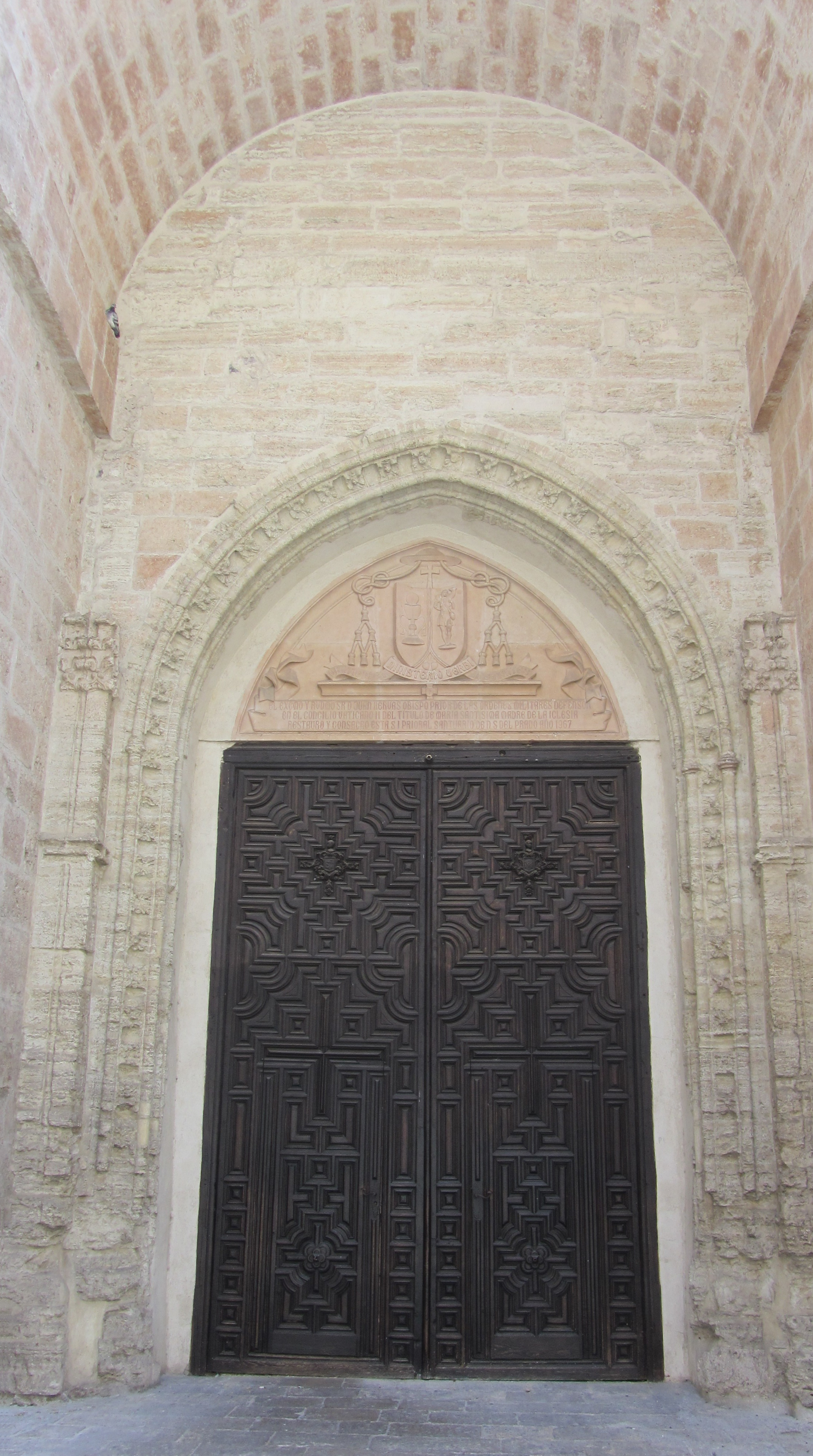
Puerta de la Umbría.

#### Porta dels Reis
És de transició del gòtic al renaixement, amb arquivoltes de mig punt sobre unes fines columnetes. Amb prou feines posseeix decoració, excepte el timpà que és del segle xix.

#### Porta de l'Ombria
Se situa a l'interior d'un nàrtex obert a l'exterior per un arc apuntat, el qual és contemporani i és imitació a l'anterior d'estil renaixentista. La porta en si, és d'estil gòtic, amb arc apuntat i una fines arquivoltes en estat de deterioració.

#### Porta del Perdó
En el mur de ponent, és de l'últim terç del segle xiii. Passa una mica desapercebuda en estar envoltada per dos grans i sortints contraforts i és part de la primitiva església de Santa María, anterior a l'actual catedral. Està composta per una obertura apuntada i abocinat per dues arquivoltes decorades amb tetrafolis alternats amb petits caparrons d'una semblança sorprenent a la decoració dels capitells de Santa Maria d'Alarcos. Les arquivoltes estan sustentades per pilars quadrangulars amb capitell corregut de decoració vegetal i impostes motllurades.

### Torre

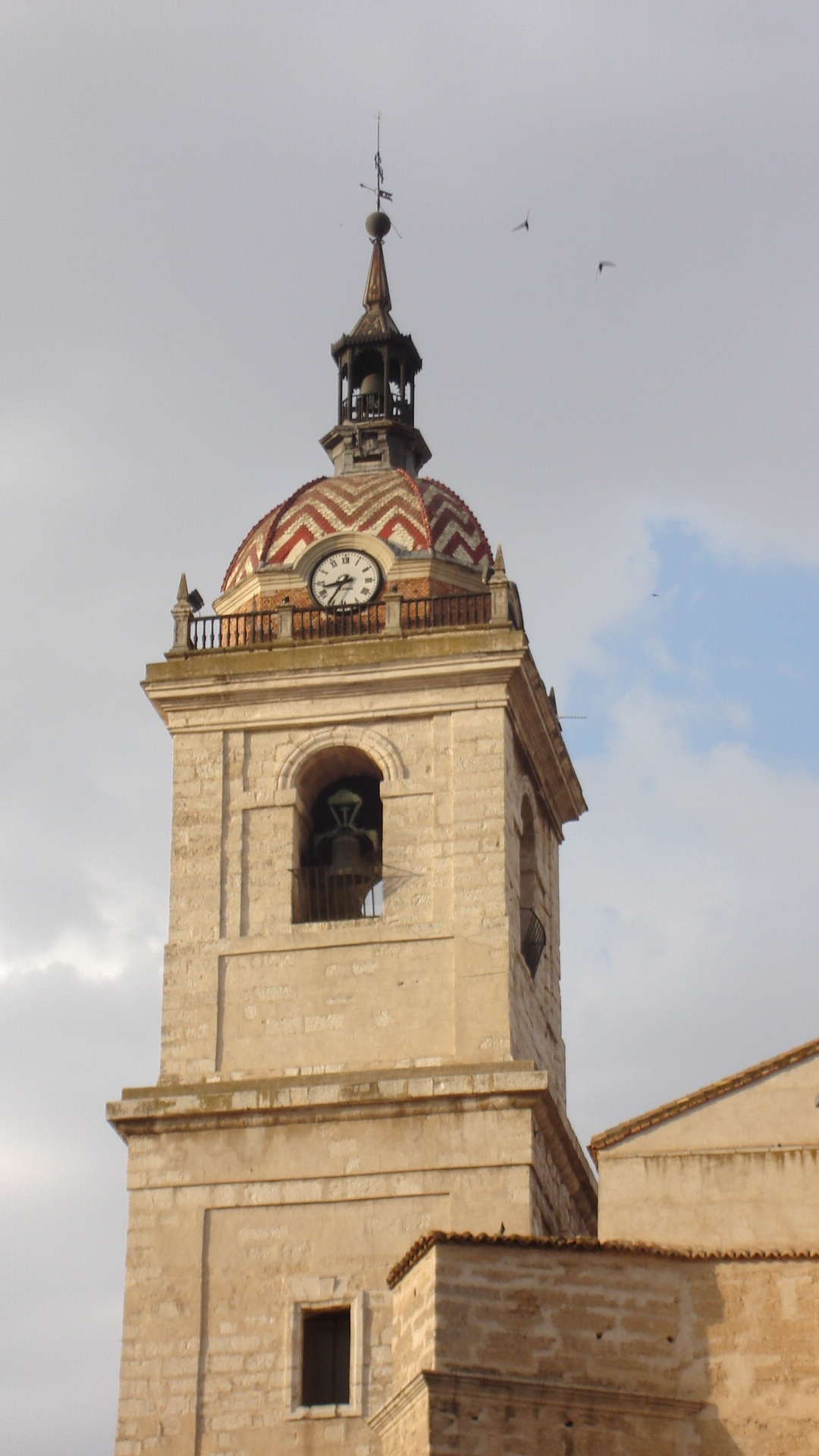
Torre actual de la Catedral, finalitzada en el segle.

Segons les fonts la primera torre hauria estat part de l'església parroquial d'època d'Alfons X el Savi i destruïda en iniciar-se el projecte constructiu de la nova catedral al segle xv. Delgado Merchán cita que en enderrocar-se la torre per construir l'actual, l'arquitecte Joaquín Romero va certificar sota jurament l'existència d'una altra torre primitiva que podria haver estat l'original, la qual cosa ha estat confirmat en l'actualitat per diversos estudis. Segons Sarthou, La campana María de la Asunción o del Prado procedeix de la torre primitiva i es té, segons resa la seva inscripció, per record devot del rei Sant Ferran, en 1242, any en què va visitar aquest temple el monarca amb la seva mare Berenguela i la seva esposa Juana. Aquesta primera torre seria molt probablement de l'estil de la qual té la Catedral de Sigüenza (Guadalajara) la qual té moltes similituds amb l'església primitiva anterior a la Catedral, ambdues del segle xii.
A mitjans del segle xvi es va construir la torre de la catedral, la qual es va destruir a causa del terratrèmol de Lisboa de 1755. No obstant això, les fonts es contradiuen, doncs algunes afirmen que la construcció de l'actual torre va ser iniciada l'any 1625, és a dir, abans del terratrèmol. Sigui com sigui, l'actual torre va ser finalitzada entre 1827 i 1835 i posseeix quatre cossos prismàtics rematats per un vuitavat i mesura 62 metres d'alçada. Està rematada per una cúpula d'escates de colors i una llanterna construïda en 1901, que va substituir al capitell clàssic de pissarra. Va ser restaurada entre 1983 i 1986 per la Direcció general de Belles arts.
Del conjunt de set campanes que hi ha a la sala de la torre, tan sols una no és recent, datada en 1802. La campana del rellotge, amb forma romana, està separada de les altres i se situa en el chapitel de la torre i està datada en 1858 i va ser fabricada per Santiago i Juan Prádanos. Sobre la campana que citava Sarthou, no hi ha cap prova de la seva existència actualment i probablement va ser refosa en 1967.

### El camarí i la Verge del Prado
Tant el camarí com les escales que condueixen a ell, són del segle xvii, d'estil barroc i construïts per encàrrec de Felipe Muñoz, comptador d'Hisenda. El camarí, és de planta quadrada i està cobert per una cúpula de decoració barroca. En 1918 l'artista manxec Ángel Andrade, va construir en estil renaixentista el finestral exterior del camarí, pel qual es pot venerar a la verge quan és tornada a l'exterior a la nit. En el retaule trobem a Nuestra Señora del Prado, a qui està dedicada la catedral i és patrona de la ciutat. Aquesta imatge barroca d'escola valenciana, creada en 1950 per Rausell y Llorens, tallada en fusta policromada, va substituir una altra anterior de 1940 de Vicente Navarro i policromada pel pintor manxec Carlos Vázquez, per la deterioració de la fusta. Aquestes talles, van substituir una altra d'estil romànic de la Verge amb el Nen, desapareguda en 1936. La imatge surt en processó el 15 i 22 d'agost pels carrers de la capital manxega.

### Retaule de l'Altar Major

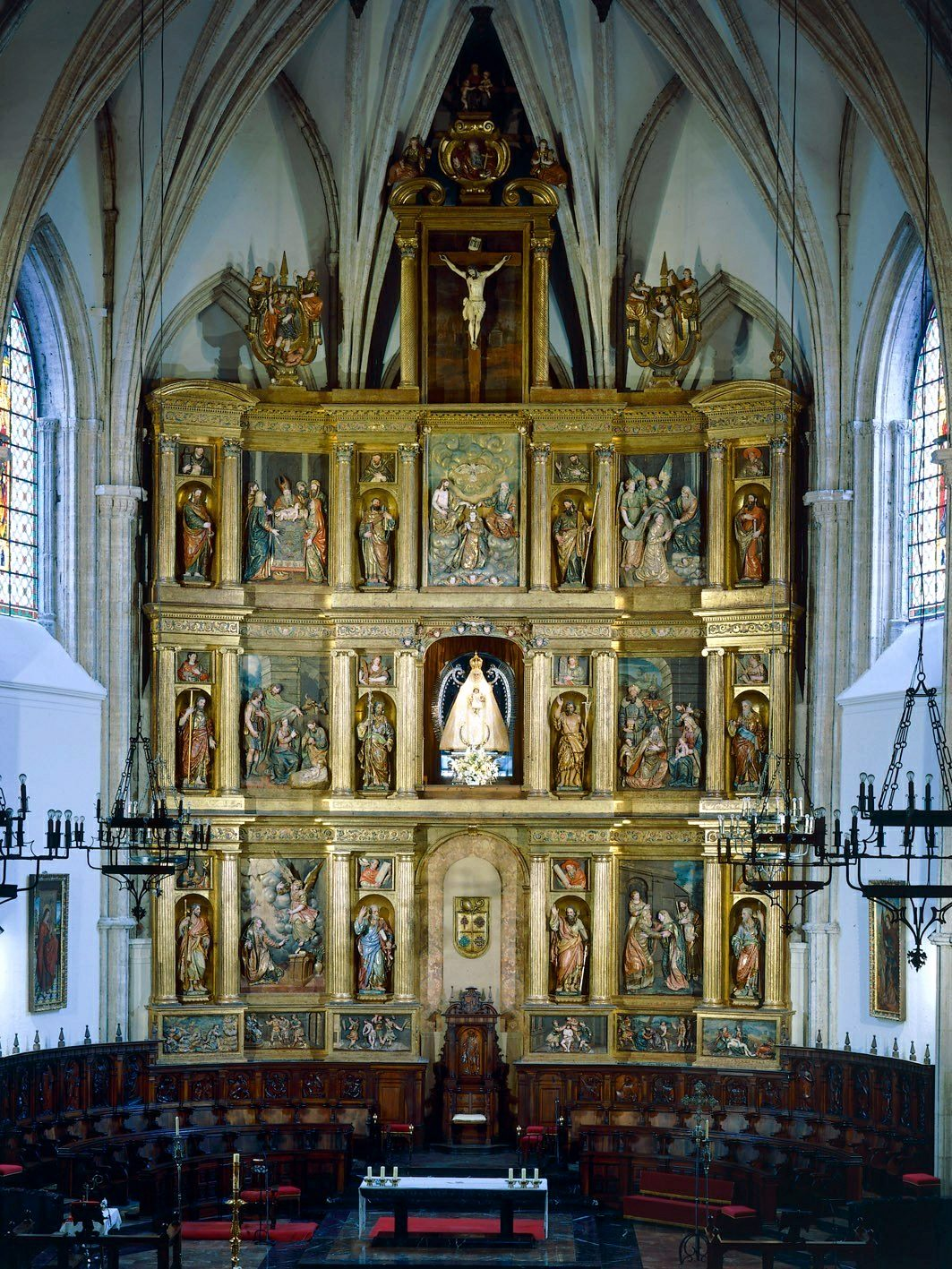
Retaule barroc de l'Altar Major de la Catedral de Ciudad Real (segle).

Aquest va ser traçat per Andrés de la Concha, tallat i assemblat per l'escultor d'origen flamenc Giraldo de Merlo i pintat i estofat per Juan de Asten i els germans Cristóbal i Pedro Ruiz Elvira, tot això entre 1612 i 1616 i combinant els estils renaixentista i barroc i havent estat restaurat recentment, entre el 2003 i 2004. Va ser manat construir per Juan de Villaseca, un ric originari de Ciudad Real resident a Mèxic. Giraldo de Merlo és també autor del retaule de la catedral de Sigüenza, molt semblant al de Ciudad Real, però de menor grandària i importància.
Dividit en banc o predel·la, tres pisos, calvari i rematada, desenvolupa un programa iconogràfic dedicat a la Mare de Déu. En la predela, es recullen escenes de la Passió de Jesús: l'oració de l'hort, Jesús davant el Sanedrí, la Flagel·lació, Coronació d'espines, la trobada de Jesús amb la seva Mare i la Pietat.

#### Primer pis
En el primer pis, sostingut per columnes dòriques, es contenen els dos relleus més bells de tot el retaule, l'Anunciació, on l'Arcàngel gairebé sembla sortir de l'escena. A l'altre costat trobem la Visitació, bella escena emmarcada en arquitectures clàssiques.

#### Segon pis
En el segon pis, entre columnes jòniques, els relleus de l'Adoració dels pastors i dels Reis Mags, amb els quals l'autor volia exemplificar com el missatge cristià estava destinat tant al poble jueu (els pastors) com als gentils o estrangers (els Reis Mags). Enmig d'ells es troba el tron de la Verge del Prado.

#### Tercer pis
En el tercer pis, els relleus de la Circumcisió, la Coronació de la Verge en el cel, i la Imposició de la Casulla a Sant Ildefons, que ens recorda la pertinença del temple a la Seu Metropolitana de Toledo fins al segle passat.
La rematada del retaule posseeix amb un Calvari, i les virtuts cardinals reordenant a Sant Miquel arcàngel, i l'àngel protector de la ciutat, així com Déu Pare circulat de les Virtuts teologals.
Durant la Guerra Civil Espanyola es va substituir una sèrie d'escultures corresponents a l'apostolat dels dos primers cossos i la imatge titular de la Verge del Prado. Posteriorment, també seria reemplaçat el Crucificat original.
El cadirat sota el retaule és de noguera tallada, obra de la primera meitat del segle xviii.

## Restauracions
- 1967 - Primera restauració de les campanes: refundició de campanes, dotant-les de jous metàl·lics.
- 1983-1986: Restauració de la torre a càrrec de la Direcció general de Belles arts per perill de desplom, construint-se una sòlida torre interna de formigó a la qual es va cosir l'exterior. També es va reparar la cúpula.
- 1987-1988 - Segona restauració de les campanes: refundició i nova mecanització.
- 1992 - Tercera restauració de les campanes: soldadura de la campana menor (la més antiga del conjunt).
- 1998-2002 - Restauració de les façanes i de la portada de la sagristia vella.
- 2001 - Restauració de l'orgue: canvi de secrets, digitalització del sistema de transmissió i millores en brea canonada i construcció de nous secrets de majors dimensions i vàlvules individuals per a cada tub, amb una nova reubicació de la canonada. La restauració de la canonada del segon teclat ha estat íntegra i obre igual que els greus del primer i pedal. S'ha incorporat noves canonada com els tiples Flautado 8p, Flauta harmònica 8p i Bordó 8p, amb altres jocs complets com l'Octava, Omplo 3h, Corneta 5h i Trompeteria de Batalla.
- 2003-2004 - Restauració del Retaule Major[1][2]
- 2009-2010 - Restauració del Camarí de la Verge del Prado.[3]
- 2013 - Restauració de la coberta del chapitel de la torre a càrrec de la Conselleria d'Educació, Cultura i Esport de la JCCM.[4]

## Altres dades
- En l'exterior del temple hi ha un rellotge de sol del segle xviii un nen esculpit en la pedra en una de les dues cantonades de la façana i un cap esculpit en la pedra en l'altra.
- En 1985, durant unes obres en l'altar, van aparèixer diversos cranis, un d'ells amb una fletxa clavada.
- En el seu interior compta amb dos passos processionals que surten en la Setmana Santa de Ciudad Real amb les seves respectives germanors: la Germanor penitencial del Santíssim Crist de la Pietat i la Germanor de l'Au María, ambdues talles de l'imatger sevillà Antonio Castillo Lastrucci.
- El 30 de setembre de 2013 la catedral es va veure afectada per les fortes pluges d'aquest dia que van cobrir d'aigua parteix de l'interior del temple.[5]
- Actualment existeix en Bogotà (Colòmbia), concretament en la Vila del Prado, una parròquia de culte catòlic també anomenada Santa María del Prado.[6]